# Ababkovský monastýr
Monastýr svatého velikomučedníka Mikuláše a velikomučedníka Jiřího je ženský pravoslavný monastýr vyksunské eparchie Ruské pravoslavné církve. Nachází se ve vesnici Ababkovo v Nižněnovgorodské oblasti.

## Historie
Monastýr byl založen s požehnáním svatého Serafima Sarovského roku 1818 monaškou Lampadií Maslennikovou. Původně měl sloužit jako chudobinec pro vdovy a dívky. Postaven byl s pomocí vlastnice vesnice Natalie Jakovlevny Prokofjevové, která darovala 2 akry půdy a nechala postavit kelie. Od 31. prosince 1848 měl statut ženské komunity a od 22. ledna 1859 ženského monastýru 3. třídy.
Roku 1851 byl při monastýru vysvěcen chrám Pokrova přesvaté Bohorodice.
Na počátku 20. století zde probíhala aktivní výstavba (chrám s devíti kopulemi, budova nemocnice, několik kamenných a dřevěných budov, refektář aj.). Nacházela se zde také škola, hospic, šicí a ikonopisecká dílna.
Roku 1928 byl monastýr zlikvidován a chrámy byly vyhozeny do povětří.
Dne 8. února 1995 metropolita Nikolaj (Kutěpov) podepsal dokument o obnově monastýru. První monašky začaly pobývat v domě, který původně sloužil jako obydlí pro igumenii.
Roku 2001 vysvětil metropolita Nikolaj domácí chrám na počest Ikony Matky Boží Všech strádajících a zarmoucených radost.
V květnu 2005 byl položen základní kámen chrámu Pokrova přesvaté Bohorodice.